# Anna Törnström
Anna Gunilla Törnström, född den 4 augusti 1860 i Göteborg, död där den 18 augusti 1923, var en svensk författare. Hon var syster till Ida Törnström.
Törnström var dotter till sjökaptenen C. J. Törnström och Albertina Strömberg. Hon var bosatt i Borås och verksam som lärarinna i pianospel och harmonilära 1880–1900 samt studerade musik och språk i Stockholm 1900–01. Hon utgav flera böcker och medverkade i Göteborgs- och Stockholmspressen.